# Sky Sports News
A Sky Sports News (SSN) egy 24 órás sporthíradó csatorna az Egyesült Királyságban, Írországban, és az Északi országokban. A csatorna 1998. október 1-én indult, kezdetben csupán normál 4:3 -as SD felbontásban 1998-2009 között, majd 16:9-es képformátumra váltott, és elindult a HD változat is.

## Műsorstruktúra
A csatorna főként a labdarúgásra koncentrál, különösen az európai futballszezonba, de különböző sporteseményekről is tudósít, olyanokról is, melyekhez a Sky nem rendelkezik sugárzási jogokkal, vagy csak korlátozottan férhetnek hozzá. A programok során a híreket olvashatnak a nézők, vagy olyan rövid filmbejátszásokat mutatnak, mely az aktuális eseményről szól, valamint interjúkat és különböző témájú műsorokat láthatnak a nézők. Éjszakánként folyamatos ismétlések vannak, vagy a korábbi híreket játsszák be újra.
Számos műsor fut egyidejűleg más Sky Sports csatornákon, úgy mint a reggeli sporthírek, mely 06:00 és 09:00 között látható, valamint a Good Morning Sports Fans, és Socces Saturday műsorok.
A szombati labdarúgó szombat több éven keresztül több Sky Sports csatornán is látható volt. A [2007] / 2008-as szezonban leginkább, vagy teljes egészében a Sky Sports 1-es csatornán sugározták. 2007 augusztusában viszont csökkentették az élő közvetítéseket, így csupán 15 óra és 17:15 között voltak láthatóak. A szombati Sky Sports 1 élő közvetítés 2010 augusztusában teljesen megszűnt, de a 2013-as és 14-es szezonban ismét a Sky Sports 1 részeként újra elindultak az élő közvetítések. A szombati napot a futballnak szentelték. A 2014-15-ös szezonban ezek átkerültek az új Sky Sports 5 csatornára.
2013. július 1-ig két órányi élő tartalmat vett át a csatorna a Fox Soccer Channel csatornától.

## Sky Freeview
2002-től a Sky Sports News szabadon vehető volt a digitális földi platformon. A csatorna műholdas digitális szolgáltatásként 2009. szeptember 1-től a Sports Packban és a News & Events csomagban volt elérhető.

## Műsorok
- Good Morning Sports Fans
- Premiere League Daily - hétköznap 10-11-ig
- Sky Sports Daily - hétköznap 11-12-ig
- Sky Sports Today - hétköznap 12 és 05 között, hétvégén 10 és 12 között. A legfrissebb sporthírek
- Sky Sports News at 5 és Sky Sports News at 6 - napi sporthírek
- Sky Sports Tonight
- Sports Saturday és Sports Sunday - hétvégén
- Sky Sports News at 10 - naponta 10 és 11 között. Hírek, események
- Through the Night - Napi beszélgetések, interjúk,

## Virgin Media vita
2007. március 1-én a Virgin Media kábelszolgáltató megszüntette a Sky csatornáinak továbbítását, melyek kiterjedtek a Sky One, Sky Two, Sky News, Sky Sports News, Sky Travel és Sky Travel Extra csatornákra. A BSkyB és a Virgin Media nem tudtak megegyezni, így éjfélkor megszűnt a Sky Sport News sugárzása, így az EPG-n csupán az "Old Sky Sports News" -t lehetett olvasni. A Virgin Media elindította kárpótlásul a Setanta Sports csatornát 2007. november 30-án.
2008. november 13-án a Virgin Media és a Sky megállapodása alapján a Sky Sports News újra elérhető volt az 517-es csatornán.

## HD változat
A csatorna HD verziója 2010. augusztus 23-án indult el, és a Sky 455-ös programhelyen érhető el, később a 405-ös programhelyre költözött. A HD változattal olyan extrák is megjelentek, mint a szélesvásznú 16:9-es megjelenés, élesebb grafika, illetve számos új műsor indult el, úgy mint a Fast Now és a Sky Sports News. De a régi műsorokat is bővítették, mint például a vasárnap délutáni sportműsorok, melyek házigazdája Ed Chamberlin.
A Sky támogatta a csatorna indítását egy kiterjedt reklámkampánnyal, hogy a csatorna HD változata mellett a sportműsor-szolgáltatók további öt nagy felbontású csatornát indítanának.